# سيفكوينوم
سيفكوينوم Cefquinome هو مضاد حيوي, الجيل الرابع من السيفالوسبورينات مع خصائص مضادة للجراثيم، ذو قيمة في علاج التهاب الضرع من بكتريا القولون والتهابات أخرى. ويستخدم فقط في الطب البيطري.

## الخصائص
سيفكوينوم مقاوم للبتا لاكتاماز. كيميائيا، بنيته ثنائية الشحنة، تسهل الاختراق السريع عبر الأغشية البيولوجية، بما في ذلك porins من جدار الخلية البكتيرية. بالإضافة إلى ذلك، فإنه لديها أعلى النسب في استهداف البروتينات الرابطة للبنسلين.

## آلية العمل
Cefquinome يعمل عن طريق تثبيط تركيب جدار الخلية، لكنه يملك نصف عمر قصير نسبيا حوالي ساعتين ونصف الساعة. ارتباطه بالبروتينات أقل من 5٪ لذلك يفرز في البول دون تغيير.

## الدراسات
وقد أجريت العديد من الدراسات، ومعظمها للاستخدام الحيواني. وقد أجريت دراسة واحدة من هذا القبيل أبحاث الشركة في ألمانيا.

## العلاج
- في الماشية، ينبغي أن تساعد الحقن ضد أمراض الجهاز التنفسي التي تسببها الحالة للدم Mannheimia و Pasteurella multocida ا . كما أنه يساعد مع التهاب الضرع الحاد بالايكولاي، التهاب الجلد.[6]
- للخنازير، فإنه علاج الالتهابات البكتيرية في الرئتين والجهاز التنفسي التي تسببها P. القتالة، المستدمية parasuis، الجنبية المشعشعة، والبكتيريا العقدية. التهاب الضرع التهاب الرحم، متلازمة انقطاع اللبن، (MMA) المشاركة مع كولاي، العنقوديات، المكورات العقدية وأيضا، وغيرها من الكائنات الحية التي تراعي cefquinome أن تعامل. في الخنازير، يتم خفض معدل الوفيات في حالات التهاب السحايا الناجم عن المكورات السبحية. يتم استخدامه في علاج آفات خفيفة أو معتدلة الناجمة عن المكورات العنقودية وhyicus التهاب المفاصل الناجم عن المكورات العقدية النيابة. والإشريكية القولونية.

## طريقة الاستخدام
ترج جيدا القارورة قبل أن يستعمل.

## تحذيرات
- لا ينبغي أن تستخدم هذا المنتج في الحيوانات التي لها الحساسية لβ لاكتام المضادات الحيوية.
- لا ينبغي أن يعطى للحيوانات ذات وزن الجسم أقل من 1.25 كجم.
- تفاعلات فرط الحساسية نادرا ما تحدث للسيفالوسبورينات.
- المنتج لا يحتوي على المواد الحافظة المضادة للجراثيم.

## الاستخدام السريري

### استخدام الإنسان
لم تتم الموافقة على الCefquinome للاستخدام البشري.